# Venera (nome)
Venera  è un nome proprio di persona italiano femminile.

## Varianti
- Femminili:
  - Alterati: Venerina[1]
  - Ipocoristici: Nerina
  - Composti: Maria Venera[1]
- Maschili: Venero[1][2]

## Origine e diffusione

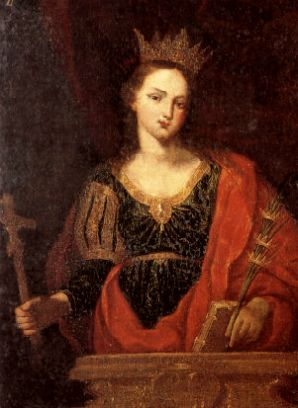
Santa Venera

Nome diffuso prevalentemente in Sicilia, specie in provincia di Catania, riflette il culto di santa Venera, una martire semi-leggendaria locale; tale figura è probabilmente una personificazione del giorno del venerdì santo (in latino Sancta Venera, tradotto dal greco Parasceve).
In alcuni casi, il nome può anche risultare da un troncamento di Veneranda o, raramente, avere basi ideologiche, ispirato alle varie sonde spaziali sovietiche chiamate proprio Venera (nel qual caso, però, si tratta della forma russa del nome Venere).

## Onomastico
L'onomastico si festeggia il 26 luglio in ricordo di santa Venera, chiamata anche Parasceva e Veneranda, martire in Sicilia, patrona di diversi comuni e frazioni dell'Italia meridionale.

## Persone
- Venera Faritovna Gimadieva, soprano russo
- Venera Padua, politica italiana